# Lichtbruine berkkokermot
De lichtbruine berkkokermot (Coleophora cornutella) is een vlinder uit de familie kokermotten (Coleophoridae). De wetenschappelijke naam is voor het eerst geldig gepubliceerd in 1861 door Herrich-Schäffer.
De soort komt voor in Europa.